# 101 (игра)
«101», сто одно — карточная игра.

## История
«Чешский дурак» — русское название популярной европейской игры «мау-мау», получившей значительное распространение в России в середине XX века. Игра существует во множестве вариантов под разными названиями: «дурак английский», «фараон», «пентагон», отличающихся незначительными деталями.
В конце XX века более известна под названием «101» по количеству очков, которое служит окончанием игры.

## Правила
Играют колодой карт из 36 карт. 

### Раздача
Сдаются карты по одной, 5 карт каждому игроку. Колода кладётся на середину стола. В первой игре первый ход достаётся случайно выбранному игроку, а далее игроку, победившему в прошлой игре. В некоторых вариантах первый ход совершает сдатчик выкладывая свою последнюю карту на стол. 

### Игра
Ходят в данной игре по очереди, по часовой стрелке — ходить следующим будет игрок, сидящий слева от того, кто начал игру. На открытую карту игрок должен положить свою той же масти или того же достоинства. Если у него нет требуемой карты, он обязан брать карты из колоды до тех пор, пока не вытянет нужной карты или пока не кончится колода (в некоторых вариантах он должен брать только одну карту — если же она не подошла, ход переходит к следующему игроку). Если карты в колоде кончаются, то со стопки открытых карт снимается верхняя и оставляется открытой на столе, остальные же переворачиваются и снова служат колодой (в некоторых вариантах игры — перетасовываются).
Некоторые карты требуют после их выкладывания определённых действий от игроков, при этом действия сильно различаются в зависимости от варианта игры. Например:
- Туз приводит к пропуску хода следующим игроком.
- Король пиковой масти обязывает следующего игрока взять 4 карты и пропустить ход.
- Даму можно положить на любую карту, независимо от масти. Игрок положивший даму может заказать любую масть, а ход переходит к следующему игроку.
- Восьмёрку необходимо покрыть другой картой - либо той же масти, либо другой восьмёркой, которую вновь нужно покрыть. Если у игрока отсутствуют такие карты, то он берёт из колоды до того момента пока не закроет восьмёрку.
- Семёрка обязывает следующего игрока взять две карты из колоды и пропустить ход.
- Шестёрка обязывает следующего игрока взять одну карту из колоды и пропустить ход.

### Подсчёт очков
- Валет — 2 очка
- Дама — 3 очка.
- Король — 4 очка.
- Туз — 1/11 очков.
- Девятка — 0 очков.
- Остальные карты - по достоинству.
- Победивший игрок, если его последней картой была крестовая дама списывает со своего счёта 20 очков и умножает счёт соперника на 2.
- Победивший игрок, если его последней картой была пиковая дама списывает со своего счёта 40 очков и умножает счёт соперника на 2.
- Победивший игрок, если последней его картой была червовая дама списывает со своего счёта 60 очков и умножает счёт соперника на 2.
- Победивший игрок, если последней его картой была бубновая дама списывает со своего счёта 80 очков и умножает счёт соперника на 2.

### Цель игры
Цель одного раунда игры заключается в том, чтобы избавиться от всех карт на руках. Выигрывает первый избавившийся от своих карт. Остальные считают очки на картах, оставшиеся у них на руках. Штрафные очки, заработанные в каждом раунде, суммируются. Первый, кто набирает более 101 очка, проигрывает и выходит из игры. Игра продолжается между оставшимися игроками далее. Выигравшим считается последний игрок, так и не набравший 101 штрафное очко.

## Варианты игры
Правила игры могут довольно сильно отличаться друг от друга. Например:
- Возможна игра колодой более 36 карт.
- Начальное количество карт варьируется от 3 до 6.
- У игрока, набравшего же ровно 101 обнуляется счёт и он получает возможность отыграться
- У игрока, у которого на руках осталась карта Червовый Ген (Червовая дама), тоже считается победившим в раунде